# Merops
Merops este un gen de păsări din familia Meropidae.

## Specii
Genul Merops cuprinde următoarele specii:
- Merops pusillus – prigorie mică
- Merops persicus – prigorie cu obraz albastru
- Merops orientalis – prigorie verde asiatică
- Merops albicollis – prigorie cu gât alb
- Merops hirundinaeus – prigorie cu coadă de rândunică
- Merops philippinus  – prigorie cu coadă albastră
- Merops gularis – prigorie neagră
- Merops muelleri – prigorie cu cap albastru
- Merops mentalis
- Merops bulocki – prigorie cu gât roșu
- Merops bullockoides – prigorie cu fruntea albă
- Merops variegatus – prigorie cu piept albastru
- Merops lafresnayii – prigorie etiopiană
- Merops oreobates – prigorie de munte
- Merops breweri
- Merops revoilii – prigorie somaleză
- Merops boehmi
- Merops viridissimus – prigorie verde africană
- Merops cyanophrys – prigorie verde arabă
- Merops viridis – prigorie cu gât albastru
- Merops americanus
- Merops superciliosus – prigorie măslinie
- Merops ornatus – prigorie curcubeu
- Merops apiaster – prigorie europeană
- Merops leschenaulti – prigorie cu cap castaniu
- Merops malimbicus – prigorie roz
- Merops nubicus – prigorie stacojie
- Merops nubicoides – prigorie cărămizie

## Galerie

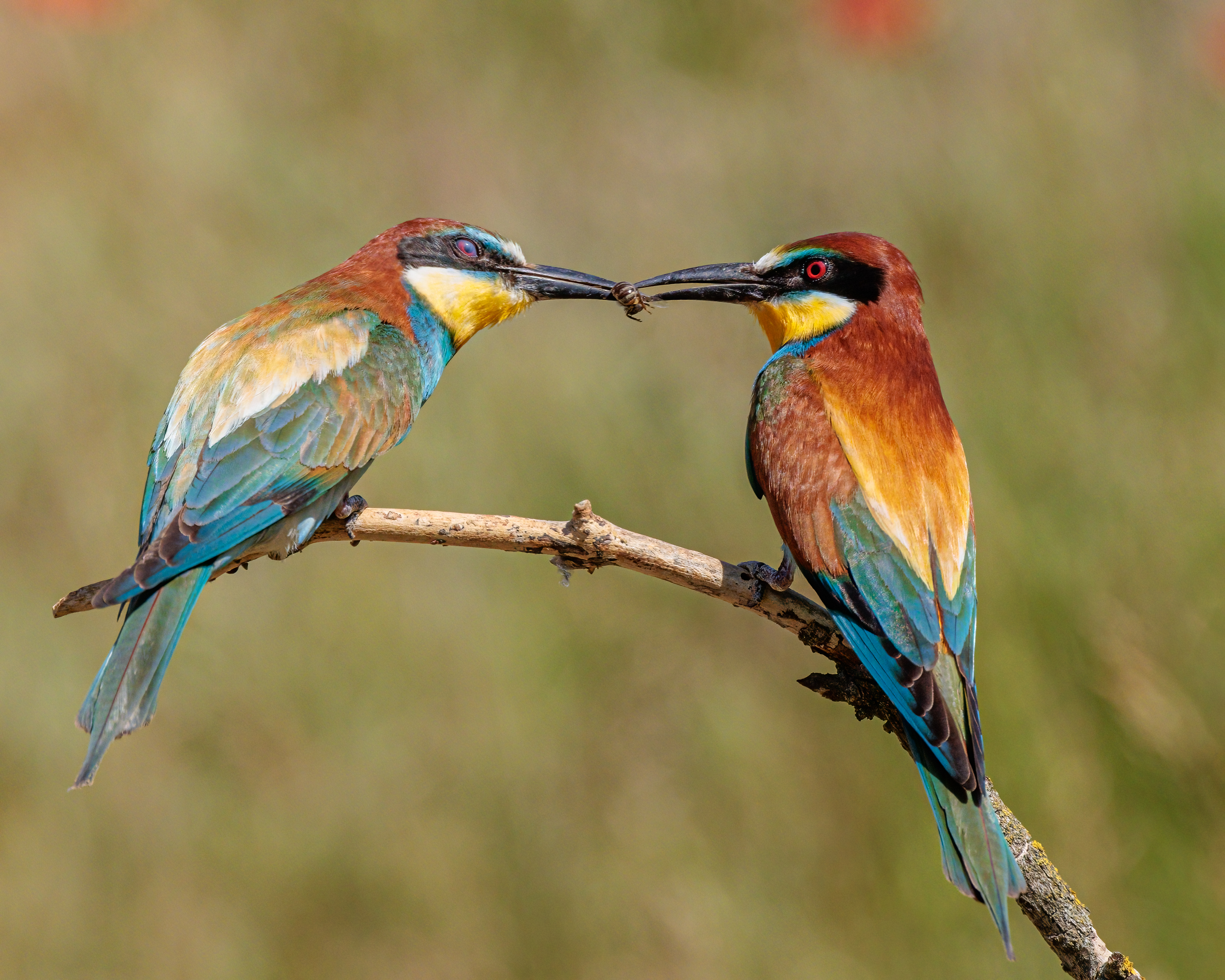
Prigorie europeană
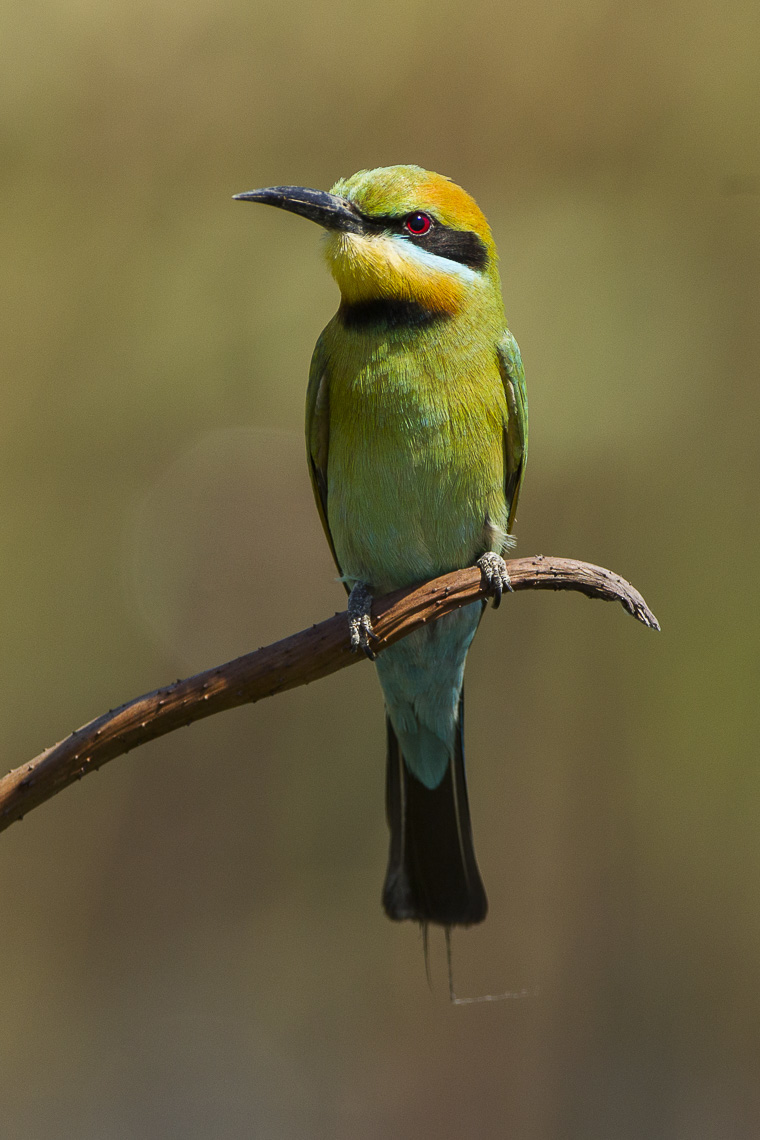
Prigorie curcubeu
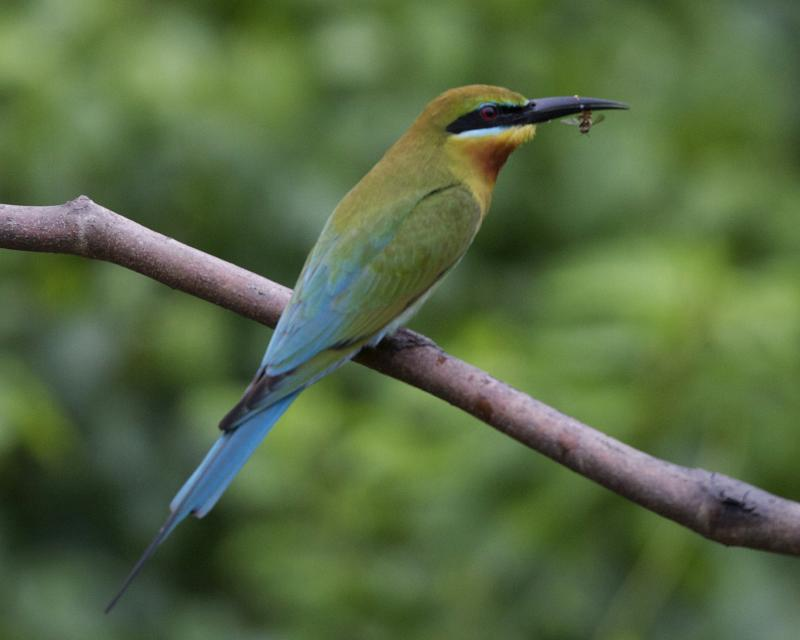
Prigorie cu coadă albastră
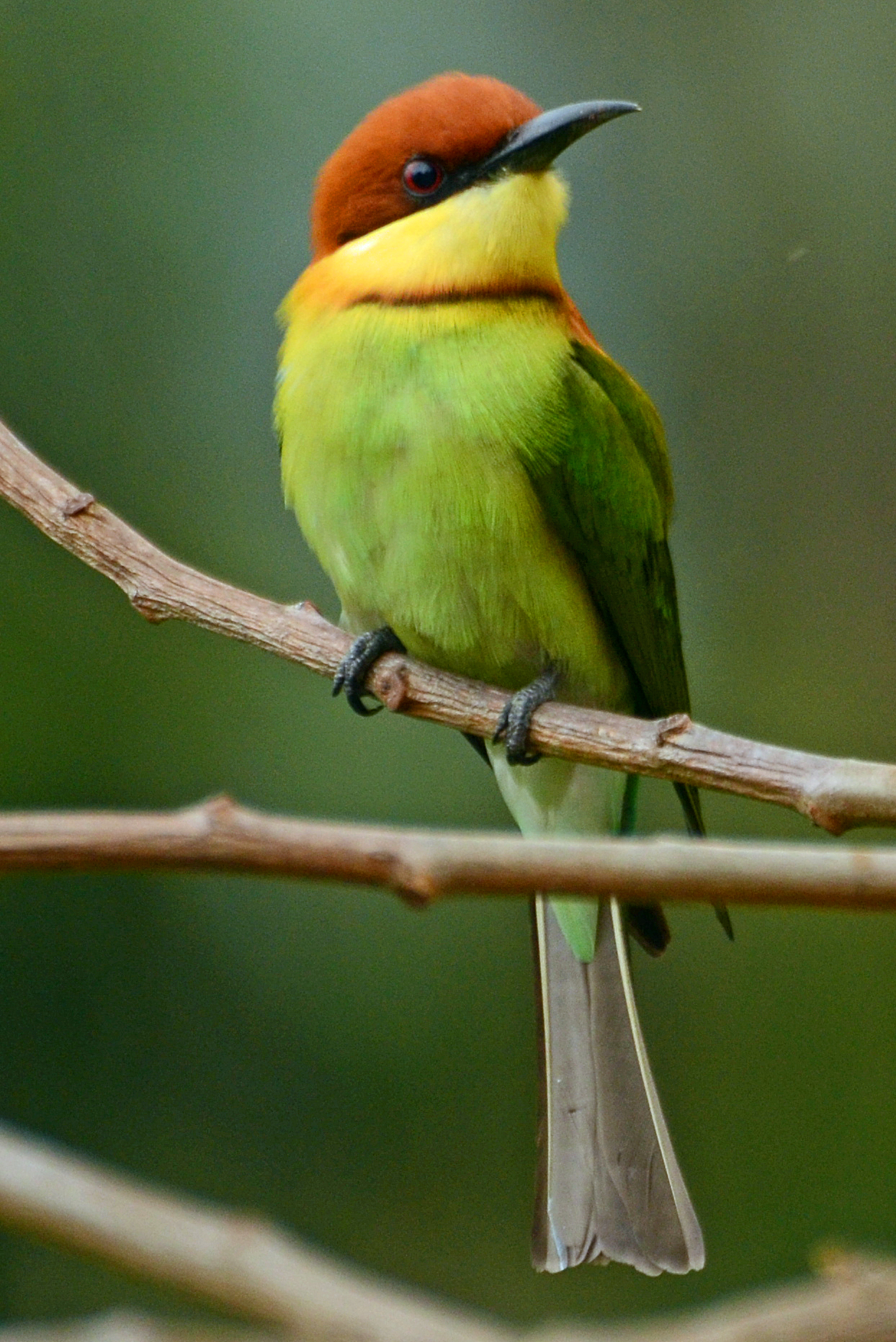
Prigorie cu cap castaniu
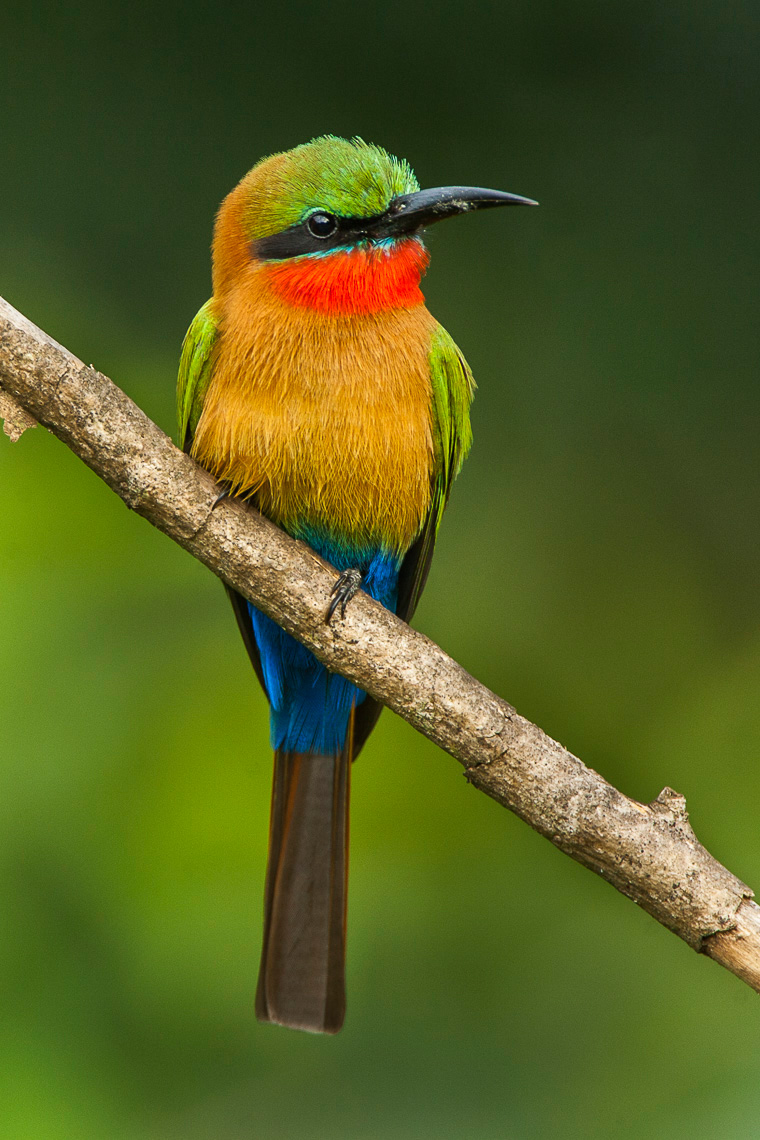
Prigorie cu gât roșu
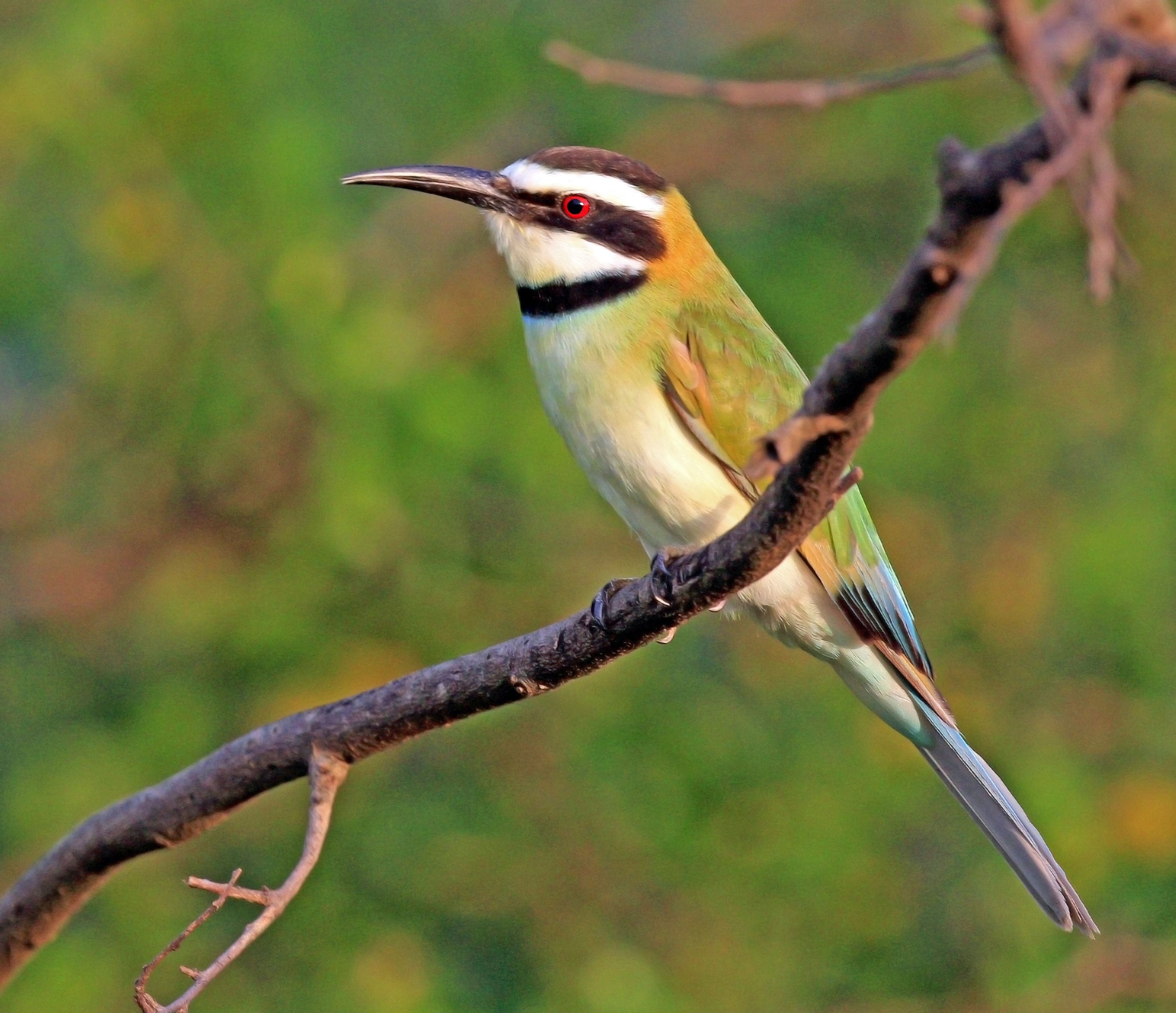
Prigorie cu gât alb
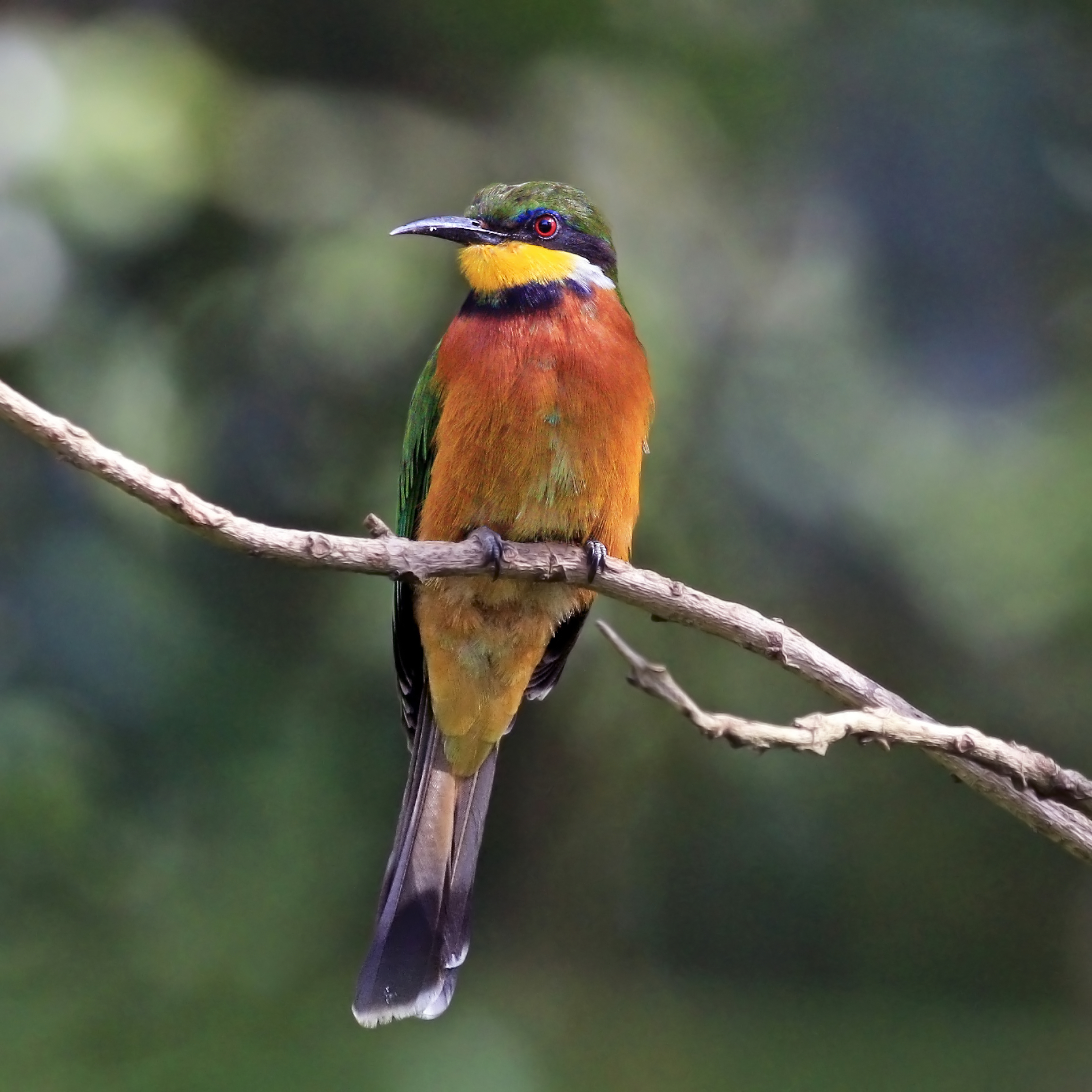
Prigorie de munte
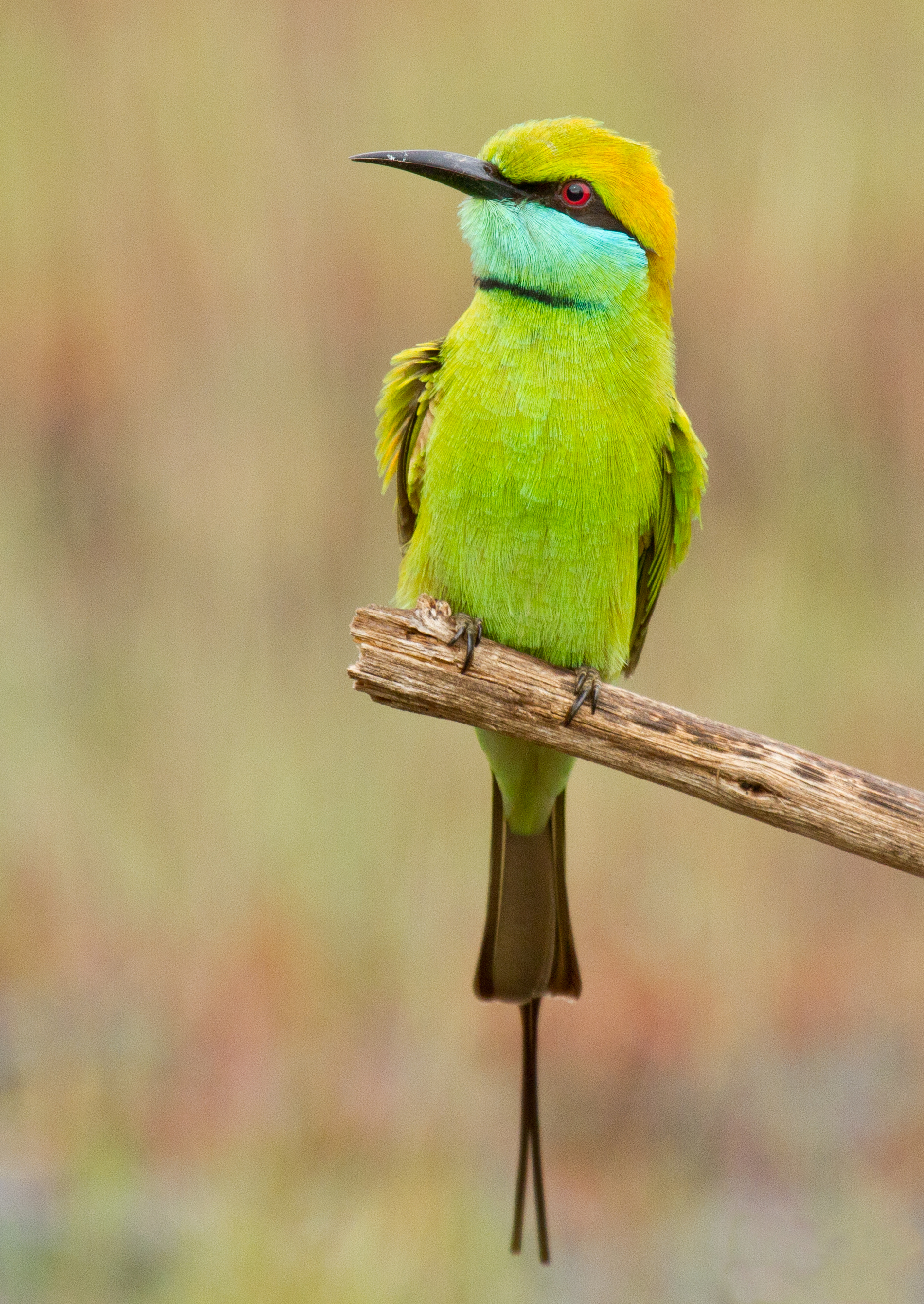
Prigorie verde asiatică
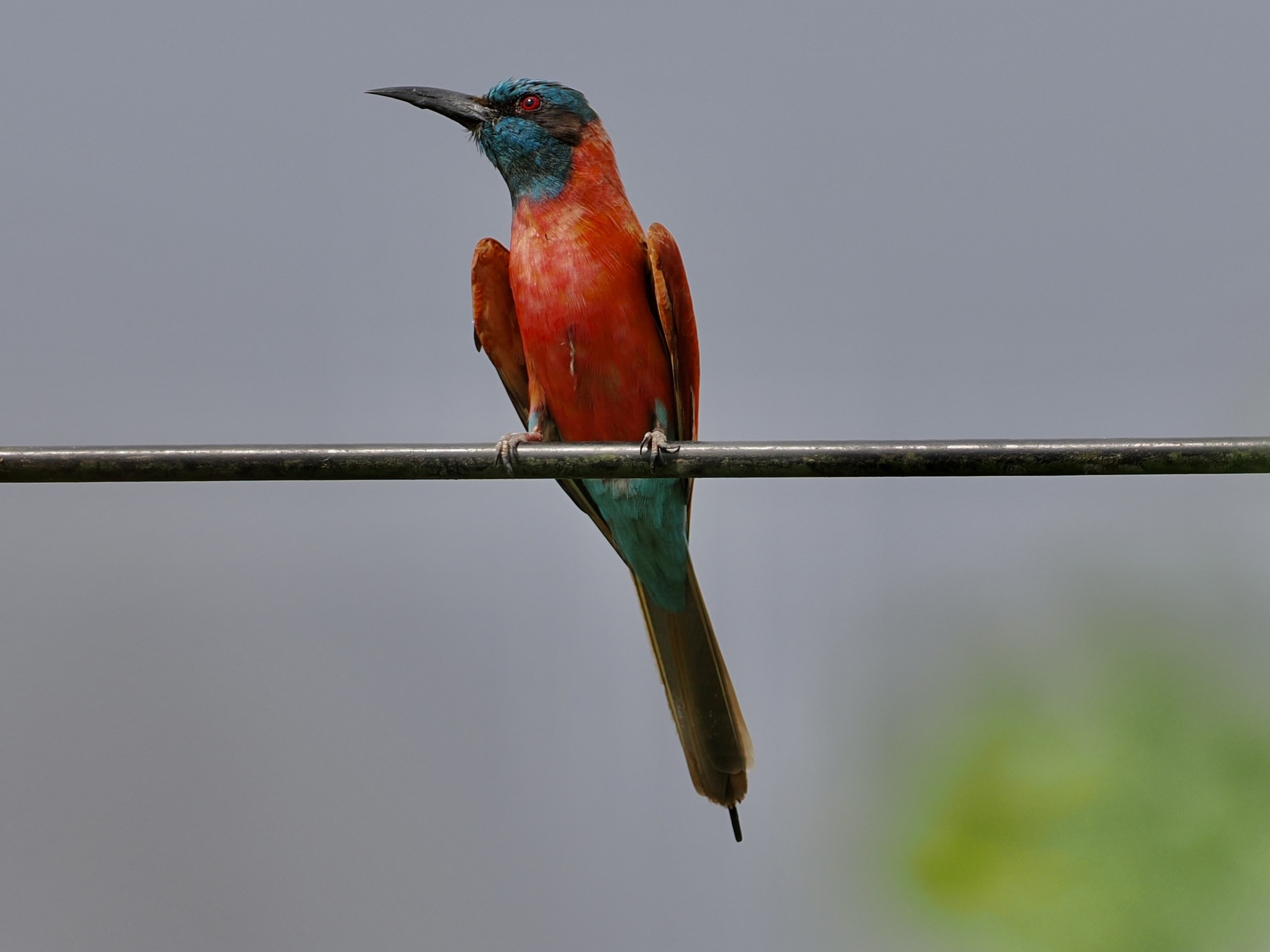
Prigorie stacojie
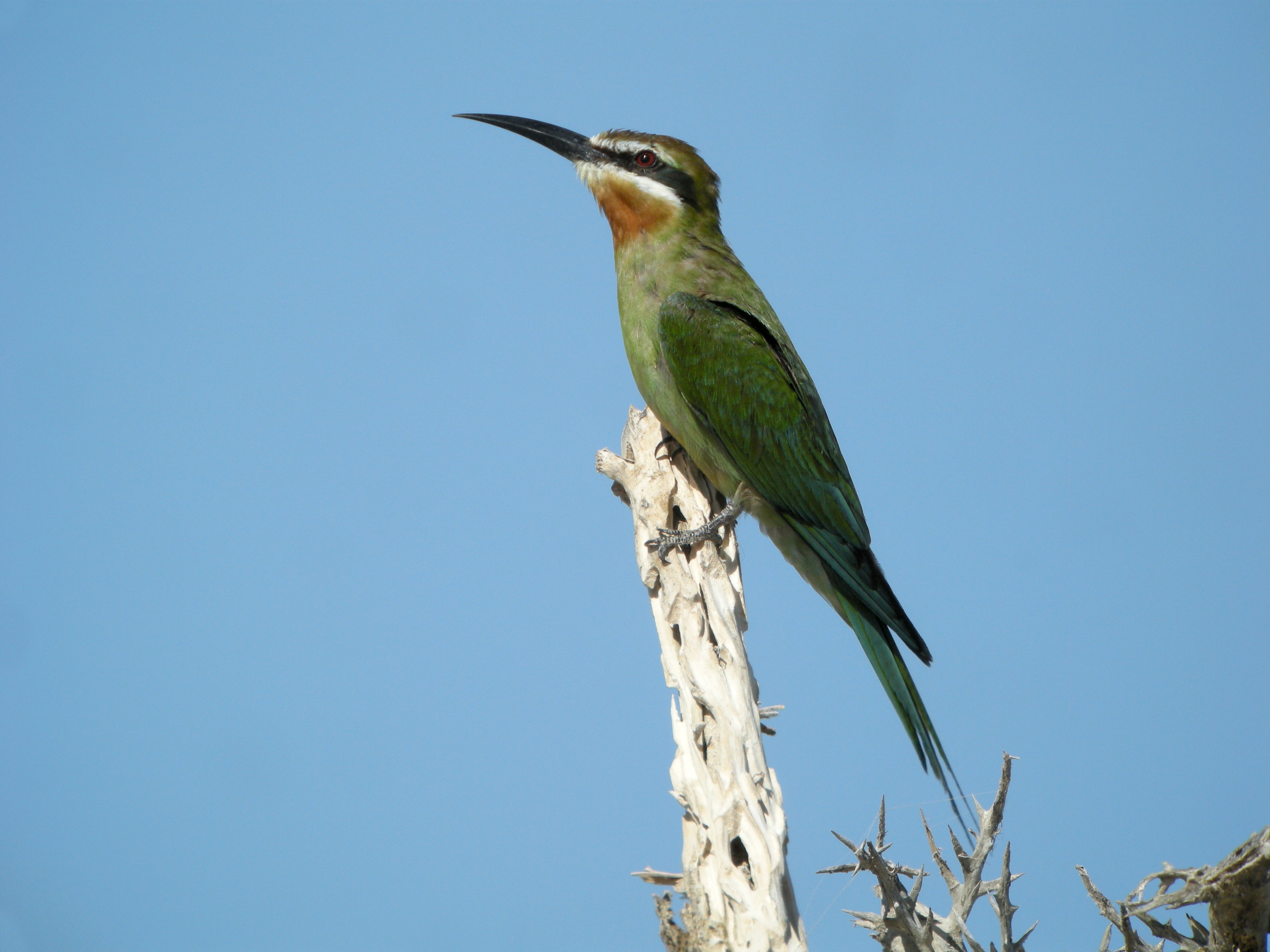
Prigorie măslinie
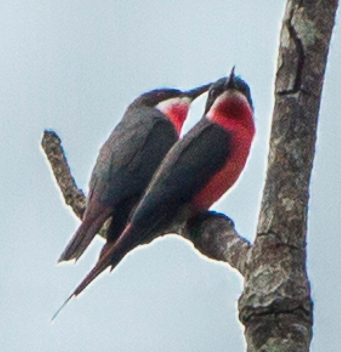
Prigorie roz